# Сицина (Люблінське воєводство)
Сицина (пол. Sycyna) — село в Польщі, у гміні Біла Підляська Більського повіту Люблінського воєводства. Населення — 143 особи (2011).

## Історія
За даними етнографічної експедиції 1869—1870 років під керівництвом Павла Чубинського, у селі переважно проживали греко-католики, які розмовляли українською мовою.
У 1975—1998 роках село належало до Білопідляського воєводства.

## Демографія
Демографічна структура станом на 31 березня 2011 року:
|          | Загалом | Допрацездатний вік | Працездатний вік | Постпрацездатний вік |
| -------- | ------- | ------------------ | ---------------- | -------------------- |
| Чоловіки | 81      | 20                 | 49               | 12                   |
| Жінки    | 62      | 11                 | 30               | 21                   |
| Разом    | 143     | 31                 | 79               | 33                   |